# リー・グリーンウッド
メルヴィン・リー・グリーンウッド（Melvin Lee Greenwood、1942年10月27日 - ）は、アメリカ合衆国のカントリー・ミュージックのアーティスト。1962年から活動を始め、メジャー・レーベルから20枚以上のアルバムを出し、35枚以上のシングルが『ビルボード』誌のカントリー・ミュージック・チャートに入っている。
グリーンウッドは、代表的なシングルで、シグネチャー・ソングの「God Bless the USA」で知られており、元々はこの曲を1984年にリリースしてヒットさせたが、その後、1991年の湾岸戦争の際や、2001年のアメリカ同時多発テロ事件の際に注目を集め、特に後者の際には「Billboard Hot 100」チャートで16位に達する、彼にとってポップ・チャート最高のヒットとなった。このほかにも、カントリー・チャートの首位に立ったヒット曲が、「Somebody's Gonna Love You」、「Going, Going, Gone」、「Dixie Road」、「I Don't Mind the Thorns (If You're the Rose)」、「Don't Underestimate My Love for You」、「Hearts Aren't Made to Break (They're Made to Love)」、「Mornin' Ride」と7曲ある。1983年のシングル「I.O.U.」は、アダルト・コンテンポラリー・チャートでトップ5に入り、Hot 100 でも53位まで上昇した。

## 生い立ち
グリーンウッドは、カリフォルニア州ロサンゼルスに生まれた。両親の離婚の後、サクラメント近郊で、母方の祖父母が営んでいた養鶏場で育った。7歳の時には、教会で歌うようになっていた。1969年、チェスター・スミス・バンド (the Chester Smith Band) の一員となり、初めてテレビに出演した。その後、程なくして、カントリー・ミュージシャンのデル・リーヴスの下で働くようになった。
グリーンウッドは、1962年には最初の自分のバンド、ジ・アポロズ (The Apollos) を結成していたが、このバンドは後にリー・グリーンウッド・アフェア (Lee Greenwood Affair) と名を変え、おもにポップ・ミュージックを演奏して、ネバダ州ラスベガスのカジノなどに出演していた。ロサンゼルスでは、パラマウント・レコードに、数曲の録音を残した。1970年代にバンドが解散した後、グリーンウッドはひとりでラスベガスに戻り、昼間はブラックジャックのディーラーとして、夜は歌手として働いた。

## 経歴

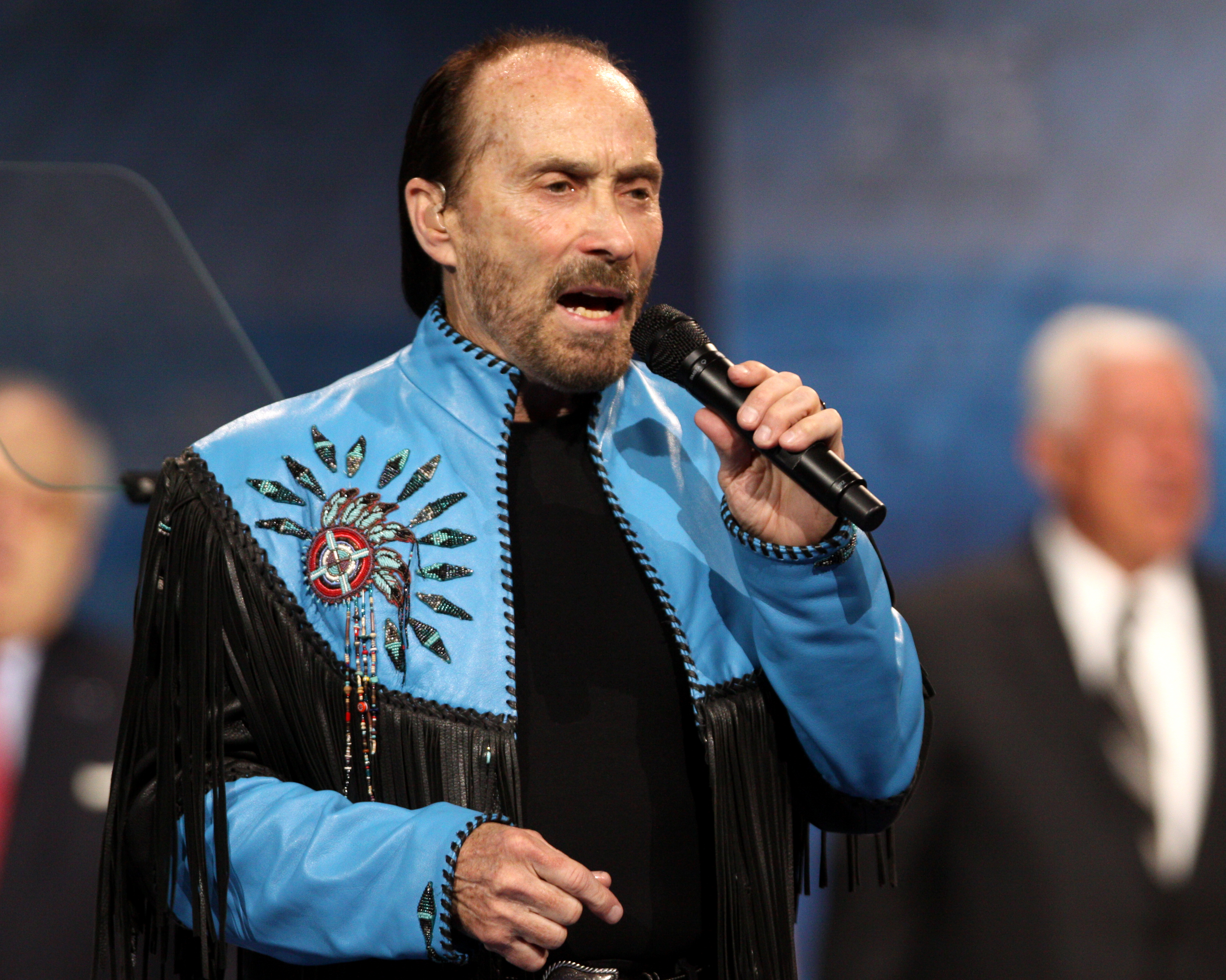
2013年3月、保守政治活動協議会 (CPAC) で「ゴッド・ブレス・ザ・USA」を歌うグリーンウッド。

1979年、ネバダ州リノにいたグリーンウッドは、メル・ティリスのバンドリーダーでベーシストのラリー・マクファーデン (Larry McFaden) に見出された。いくつかのデモテープを作った後、グリーンウッドは1981年に、ちょうどパラマウント・レーベルを吸収したばかりだったMCAレコードのナッシュビルの部門 (MCA Nashville) と契約し、マクファーデンがマネージャーとなった。
MCAからの最初のシングルは、ジャン・クラッチフィールドが書いた「It Turns Me Inside Out」で、カントリー・チャートのトップ20入りを果たした。この曲は元々はケニー・ロジャースのために書かれた曲だったが、当時多数の楽曲をオファーされていたロジャースが、採用しなかった楽曲だった。続いて、「Ring on Her Finger, Time on Her Hands」でカントリー・チャートのトップ10入りを果たした。これらの楽曲は、重点的に売り込まれ、特にフロリダ州南部の市場では、MCAの経理担当者だったブラッド・フィッツジェラルド (Brad Fitzgerald) をはじめとする人々が、売り込みに力を入れた。
グリーンウッドは、1980年代はじめに「ゴッド・ブレス・ザ・USA」を書いて録音していた。その後、この曲が、新たな人気を獲得したのは、1991年に砂漠の嵐作戦が開始された時であり、さらにその10年後に2001年9月11日のアメリカ同時多発テロ事件を受けてのことであった。実際、2001年末には、「ゴッド・ブレス・ザ・USA」がカントリー・チャートのトップ20に再エントリーした。以降、グリーンウッドは、数多くの公的な行事や、同時多発テロ攻撃の追悼行事などにおいて、この曲を演奏している。
1996年4月1日には、テネシー州セビアビルに、自身の名を冠したリー・グリーンウッド劇場 (the Lee Greenwood Theatre) を開場し、以降しばらくは、ここで定期的に公演するようになった。この劇場は後に、教会 (New Hope Church) に転用された。
グリーンウッドは、ドナルド・トランプの大統領就任式に先立ち、2017年1月19日にリンカーン記念堂前で開催された大統領就任コンサートに出演して「ゴッド・ブレス・ザ・USA」を歌った。

## 全国芸術協議会
2008年11月、アメリカ合衆国大統領ジョージ・W・ブッシュは、グリーンウッドを全国芸術協議会に任命した（任期は6年）。。

## 家族
グリーンウッドは、元ミス・テネシー州のキンバリー・ペイン（Kimberly Payne）と結婚しているが、これは彼にとって4回目の結婚である。彼らの間には、息子2人、ダルトン (Dalton) とパーカー (Parker) がいる。